# Марина Сиртис
Марина Сиртис (енгл. Marina Sirtis) је британска глумица, рођена 29. марта 1955. године у Лондону (Енглеска).